# Agrilus singkaraensis
Agrilus singkaraensis es una especie de insecto del género Agrilus, familia Buprestidae, orden Coleoptera.
Fue descrita científicamente por Fisher, 1926.